# Cârligei (okręg Gorj)
Cârligei – wieś w Rumunii, w okręgu Gorj, w gminie Bumbești-Pițic. W 2011 roku liczyła 676 mieszkańców.